# 해병대 공군비행학교 습격사건
해병대 공군비행학교 습격사건(海兵隊空軍飛行學校襲擊事件)은 1966년 8월 8일에 대한민국 해병대 소속 군인 129명이 경상남도 김해군의 대한민국 공군 비행학교를 새벽에 습격하여 해병대와 공군간에 패싸움이 벌어졌고 이로 인해 해병대측에서 사망자까지 발생했던 사건이다.

## 발단
1966년 8월 7일, 부산발 진해행 마지막 버스가 김해 비행학교 후문 근처인 덕두정유소 정류장에 도착했을 때, 버스 안에 있던 술 취한 해병대 장교 8명이 버스에 타려던 공군 장교 3명을 버스에 타지 못하게 막았다. 이에 공군 장교 3명이 뒷문으로 버스에 탑승하자 해병대 장교 8명이 버스 안에서 공군 장교 3명을 폭행하고 버스 밖으로 내쫓음으로 인해서 이 사건이 시작된다. 그 해병대 장교들은 해병대 장교로 임관된 뒤 해병학교 35기 기초군사반 과정에서 보수교육을 받던 중 1박2일 외박을 나와 있던 해병대 소위들이었고, 공군 장교들은 비행학교에서 조종교육을 받고 있던 조종 피교육 학생들이었다.
마침 버스 앞에서 이 광경을 목격한 공군 상병이 비행학교의 정성규 소위 등에게 알렸다. 격분한 공군 장교 16명이 보복하려고 군용 트럭으로 문제의 버스를 추격하여 웅천에서 버스를 세운 뒤 해병 장교들을 버스밖으로 끌어내고 마구 구타하였다.
공군 장교들에게 폭행당한 해병대 장교들은 해병학교로 복귀한 뒤 이 사실을 동료 해병들에게 알렸고, 공군에게 보복을 하기 위해 전도봉 해병 소위(연세대 졸)의 주도 하에 해병 장교 129명이 모여 김해의 공군비행학교에 새벽에 도착하여 기습했다. 학교 정문 보초를 서던 공군 헌병을 납치해 권총을 뺏고 조종교육학생이 있는 내무반으로 안내하라고 위협했다. 새벽 5시 50분경에 조종교육 피교육생용 내무반에 도착한 해병들은 자고 있던 공군 조종교육생 장교들을 마구 폭행하고 공군 주번사령인 이양호 대위에게 전날의 해병들에 대한 폭행 사건에 대해 사과를 요구했다. 그러나 주번사령 이양호 대위는 응하지 않았고, 교내방송으로 비행학교 장병들은 모두 연병장으로 비상소집하라고 긴급방송하여 공군 비행학교 소속 장교 및 사병 3백여명이 모였고 해병대원들에게 역습했다. 그래서 패싸움이 벌어졌으나 해병들이 역부족으로 당한 끝에 결국 도망갔다. 도망가던 해병들은 더 쫓아오면 비행기를 파손하겠다고 위협했고, 그래도 공군들이 계속 쫓아오자 실제로 돌멩이와 연장 등을 던져서 비행기들을 파손했다. 더 도망갈 데가 없어진 해병들은 결국 담장과 철조망을 넘어서 뿔뿔이 흩어져 제각기 도주하였다. 이 와중에 이의일 해병 소위(경희대 졸)가 철조망 밖 늪에 빠져 익사했다.
이 충돌로 인해 공군 내무반 3개소의 유리창 31장이 깨졌고, 비행기 두 대가 파손당했으며 양측에서 1명의 사망자와 39명의 중상자가 발생했다. 국방부는 처음엔 패싸움 가담 군인들을 모두 파면 및 처벌하겠다고 했다. 그러나 살벌한 남북대치 상황에다가 한창 월남전 파병까지 하고 있던 상황이라 한 명의 장교도 아쉬웠던 현실을 고려해 해병·공군을 합해서 18명만이 구속되는 선에서 사건을 종결시켰으며, 싸움 당사자인 두 학교(비행학교와 해병학교)가 자매결연을 맺는 것으로 마무리되었다.
웃기게도 당시 공군비행학교 주번사령이었던 이양호 대위는 국방부 장관으로, 해병대 공군비행학교 습격사건의 주동자인 전도봉 소위는 해병대 사령관으로 각각 임명된 후 다시 만났다. 물론 해군간부 35기였던 전도봉 소위는 이 사건의 혐의로 인해 현역부적합전역을 당했으나 장교출신임을 내세워서 현역병 입영 통지서를 거절하고 다시 해병간부 38기를 지원해 해병대 소위로 재임관 후 베트남 전쟁에 참전했다.

## 창작물에서
이 사건으로 인해 해병문학에서는 공군이 해병대의 라이벌로 등장한다.

## 같이 보기
- 김해국제공항